# Kai Müller
Pour les articles homonymes, voir Müller.
Kai Müller, né le 20 juillet 1988 à Magdebourg, est un céiste allemand, pratiquant le slalom. Son frère jumeau Kevin Müller pratique également cette discipline.

## Palmarès

### Championnats du monde
- Médaille de bronze en 2010 à Tacen en C2 par équipes.

### Championnats d'Europe
- Médaille d'argent en 2011 à La Seu d'Urgell en C2 par équipes.
- Médaille de bronze en 2012 à Augsbourg en C2.